# آژانس امنیت و اطلاعات کرواسی
آژانس امنیت و اطلاعات کرواسی (کرواتی: Sigurnosno-obavještajna agencija, SOA) به‌صورت مخفف به فارسی سوآ سرویس امنیتی و اطلاعاتی کرواسی است که در سال ۲۰۰۶ پس از تصویب قانون سیستم امنیتی و اطلاعاتی جمهوری کرواسی و با ادغام دو سازمان اطلاعاتی کرواسی به نام‌های آژانس ضد جاسوسی سابق (POA) و آژانس اطلاعاتی (OA) تأسیس شد.
مدیر SOA با تصمیم مشترک رئیس‌جمهور و نخست‌وزیر منصوب یا برکنار می‌شود.

## وظایف کاری
حیطه فعالیت سوآ جلوگیری از فعالیت‌ها یا اقداماتی که نظم قانون اساسی و امنیت نهادهای دولتی، شهروندان و منافع ملی را به خطر می‌اندازد می باشد:
این موضوع شامل موار زیر است:
- تروریسم و سایر اشکال خشونت سازمان یافته،
- فعالیت‌های اطلاعاتی سازمان‌های اطلاعاتی خارجی، سازمان‌ها و افراد،
- سازمان‌های افراطی و فعالیت‌های گروه‌ها و افراد،
- به خطر انداختن ایمنی بالاترین مقامات دولتی و تأسیسات و فضاهای حفاظت شده،
- جرایم سازمان یافته و مالی،
- دسترسی غیرمجاز به سیستم‌های اطلاعاتی و ارتباطی محافظت شده نهادهای دولتی،
- افشای اطلاعات طبقه‌بندی شده توسط روسا و کارمندان نهادهای دولتی، موسسات علمی و اشخاص حقوقی دارای اختیارات دولتی،
- فعالیت‌های دیگر با هدف تهدید امنیت ملی.

سوآ داده‌هایی با ماهیت سیاسی، اقتصادی، علمی-فناوری و امنیتی مربوط به دولت، سازمان‌ها، اتحادهای سیاسی و اقتصادی، گروه‌ها و مردم برنامه‌ها و فعالیت‌های مخفی پنهان را که امنیت ملی را تهدید می‌کنند، یا داده‌هایی که برای امنیت ملی جمهوری کرواسی مهم هستند، جمع‌آوری، تجزیه و تحلیل، پردازش و ارزیابی می‌کند.